# 紙牌戰爭
〈紙牌戰爭〉（英語：Card Wars）是《探險活寶》第四季的第14集。在卡通頻道2012年7月16日播出。本集以阿寶和老皮為主角。在這一集裡，阿寶和傑克玩桌上遊戲紙牌戰爭。但事局變糟時，傑克變得好勝。